# Hönsgummans visa
Hönsgummans visa är en visa från 1751 av den svenske författaren Olaus Petri Carelius, kyrkoherde i Huddinge. Den handlar om en 99-årig hönsvakterska som berättar om de olika ägare som hon har hunnit tjäna på den herrgård där hon arbetar. Ägarna är allegorier över Sveriges senaste regenter: drottning Kristina, Karl X Gustav, Karl XI, Karl XII, Ulrika Eleonora och Fredrik I. Avslutningsvis önskar gumman lycka åt de nya ägarna, som står för Adolf Fredrik och Lovisa Ulrika. Texten använder ett folkligt språk och är skriven till en traditionell melodi.
Visan skrevs till Adolf Fredrik och Lovisa Ulrikas kröning 26 november 1751. Den fick stor spridning i sångböcker, fick flera efterbildningar och fortsättningar, och fortsatte länge att sjungas på den svenska landsbygden. För sin originella språkbehandling och rytmik har den även hyllats av litteraturhistoriker.
Det allegoriska upplägget är inspirerat av Olof von Dalins berättelse "Sagan om hästen".